# اتصالية
الاتصالية أو التشابكية (بالإنكليزية: connectionism) إحدى الطرق المستخدمة في مجال الذكاء الصنعي، علوم الإدراك، العلوم العصبية، وعلم النفس وفلسفة العقل. الاتصالية تحاول أن تطرح نماذج لظواهر سلوكية وعقلية على أنها عمليات ناشئة عن شبكات مترابطة من عناصر بسيطة.
و لعل أحد أشهر العلوم المبنية على فكرة أو فلسفة الاتصالية هو علم الشبكات العصبونية.

## المباديء الأساسية
المبدأ الأساسي المركزي بالنسبة للاتصالية أن الظواهر العقلية يمكن أن توصف عن طريق شبكات مترابطة من وحدات بسيطة صغيرة. لكن شكل هذه العناصر وشكل الاتصالات يمكن أن يختلف من نموذج لآخر. في الشبكات العصبونية تكون هذه الوحدات البسيطة عبارة عن عصبونات بيولوجية أو اصطناعية أما الاتصالات فهي تقابل المشابك في البنية الدماغية. يمكن بناء نموذج آخر من نماذج الاتصالية باعتبار كل وحدة عبارة كلمة، وكل اتصال connection أو ارتباط هو دلالة عن تشابه سيمانتيكي.

### انتشار التفعيل
معظم النماذج الاتصالية تتضمن الزمن كمتغير أساسي، أي أن هناك متغير ضمن النموذج يمثل الزمن والشبكة تتغير مع تغير هذا المتغير. أما الناحية الأهم بالنسبة للنماذج الاتصالية فهو التفعيل activation.
في أي لحظة من الزمن، لكل وحدة ضمن الشبكة "تفعيلا"، وهو عبارة عن قيمة عددية تمثل إحدى نواحي هذه الوحدة أو إحدى خصائصها. مثلا، إذا كانت عناصر نموذج ما عبارة عن عصبونات neuron فيمكن أن نقول أن التفعيل هو احتمال أن يولد العصبون المعني كمون فعل.
إذا كان النموذج model نموذج تفعيل منتشر spreading activation model فعندها سينتقل التفعيل إلى جميع الوحدات المتصلة بهذه الوحدة خلال تقدم الزمن. وهذه الخاصية (انتشار التفعيل) هي إحدى الخواص الملازمة لنماذج الشبكات العصبونية الاتصالية.